# Мережевий комутатор

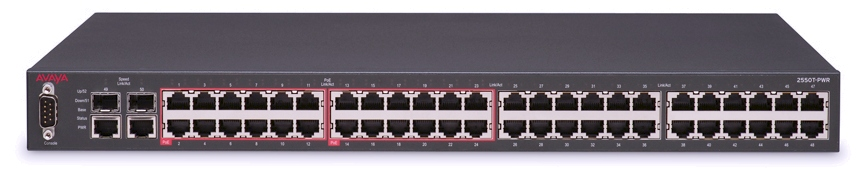
Avaya ERS 2550T-PWR, 50-портовий Ethernet світч

Мере́жевий комута́тор (англ. network switch) або світч (від англ. switch — «перемикач») — пристрій, призначений для з'єднання декількох вузлів комп'ютерної мережі в межах одного сегмента.
На відміну від концентратора, що поширює трафік від одного під'єднаного пристрою до всіх інших, комутатор передає дані лише безпосередньо отримувачу. Це підвищує продуктивність і безпеку мережі, рятуючи інші сегменти мережі від необхідності (і можливості) обробляти дані, які їм не призначалися.
Комутатор працює на канальному рівні моделі OSI, і тому в загальному випадку може тільки поєднувати вузли однієї мережі по їхніх MAC-адресах. Для з'єднання декількох мереж на основі мережного рівня служать маршрутизатори.
Комутатор зберігає в пам'яті таблицю, у якій вказуються відповідні MAC-адреси вузла порту комутатора. При включенні комутатора ця таблиця порожня, і він працює в режимі навчання. У цьому режимі дані, що поступають на який-небудь порт передаються на всі інші порти комутатора. При цьому комутатор аналізує кадри й, визначивши MAC-адресу хоста-відправника, заносить його в таблицю. Згодом, якщо на один з портів комутатора надійде кадр, призначений для хоста, MAC-адреса якого вже є в таблиці, то цей кадр буде переданий тільки через порт, зазначений у таблиці. Якщо MAC-адреса хоста-отримувача ще не відома, то кадр буде продубльований на всі інтерфейси. Згодом комутатор будує повну таблицю для всіх своїх портів, і в результаті трафік локалізується.

## Режими комутації
Існує три способи комутації. Кожний з них — це комбінація таких параметрів, як час очікування й надійність передачі.
- Із проміжним зберіганням (Store and Forward). Комутатор читає всю інформацію у фреймі, перевіряє його на відсутність помилок, вибирає порт комутації й після цього посилає в нього фрейм.
- Наскрізний (cut-through). Комутатор зчитує у фреймі тільки адресу призначення й після виконує комутацію. Цей режим зменшує затримки при передачі, але в ньому немає методу виявлення помилок.
- Безфрагментний (fragment-free) або гібридний. Цей режим є модифікацією наскрізного режиму. Передача здійснюється після фільтрації фрагментів колізій (фрейми розміром 64 байта обробляються за технологією store-and-forward, інші за технологією cut-through).

## Принципи роботи
Принцип роботи комутатора подібний до роботи мосту. Він базується на алгоритмі прозорого моста ІЕЕЕ 802.1D. Для того, щоб передавати кадри, комутатор (світч) використовує таблицю комутації. До включення комутатора, записи в таблиці відсутні. Комутатор здійснює автоматичне заповнення таблиці, при отриманні кадрів від вузлів. Після отримання кадру комутатором, він спочатку передає його відповідно до своїх правил, а потім запам'ятовує фізичну адресу відправника, вказану у кадрі і ставить її у відповідність порту на якому він був отриманий.
Коли комутатор заповнює таблицю, він знає відповідність вузла порту та передає кадри на відповідні порти. Кадр, що адресований лише одному абоненту, фізичної адреси якого немає в таблиці комутації, називається кадром з невідомою адресою.

## Можливості й різновиди комутаторів

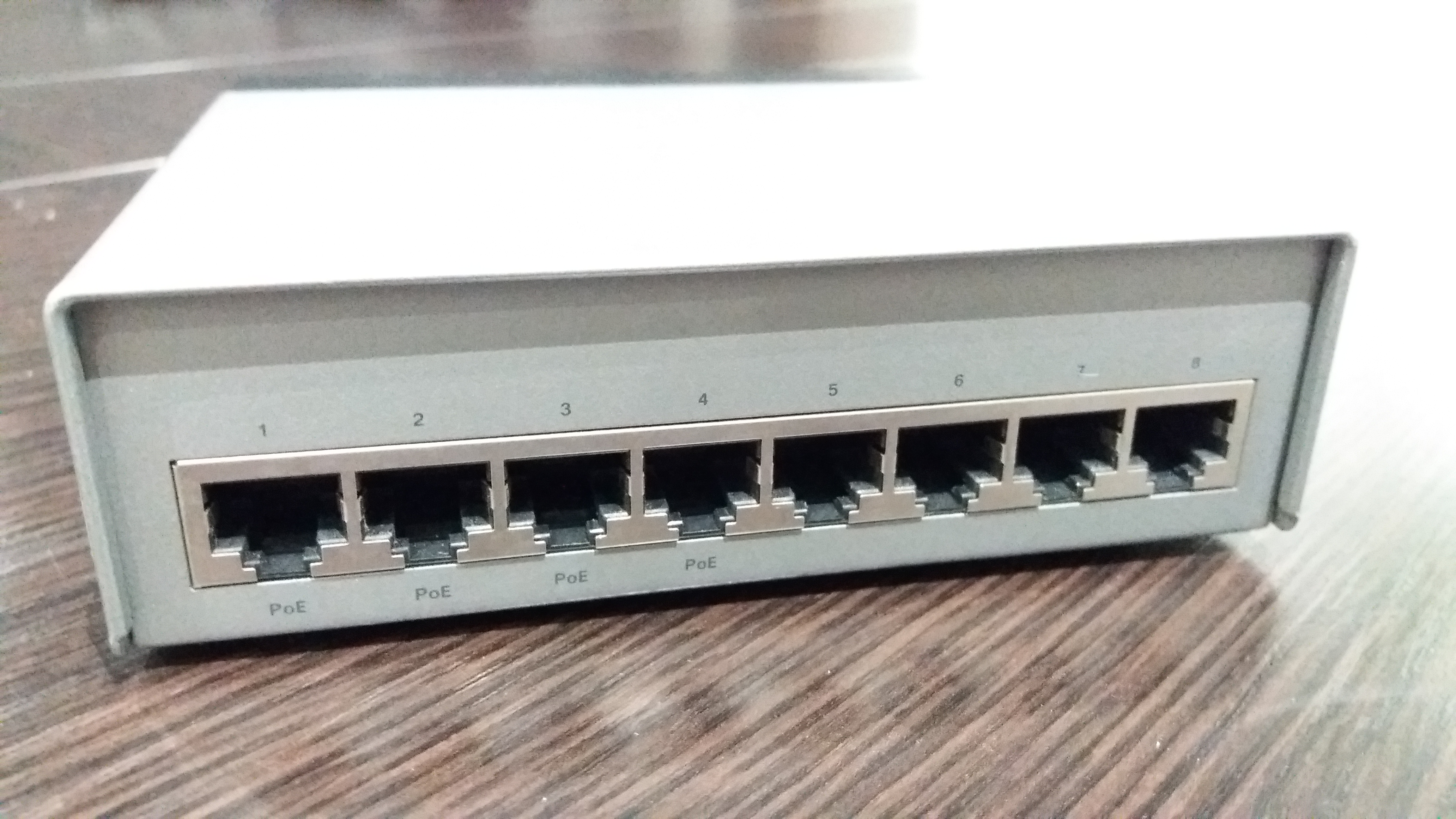
Мережевий комутатор Cisco з підтримкою PoE

Комутатори поділяються на керовані й некеровані (найпростіші). Складніші комутатори дозволяють керувати комутацією на канальному (другому) і мережному (третьому) рівні моделі OSI. Звичайно їх іменують відповідно, наприклад Layer 2 Switch або просто, скорочено L2. Керування комутатором може здійснюватися за допомогою Web-інтерфейсу, SNMP, RMON (протокол, розроблений «Cisco») тощо. Багато керованих комутаторів дозволяють виконувати додаткові функції: VLAN, Shortest Path Bridging, QoS, агрегування, віддзеркалення. Складні комутатори можна поєднувати в один логічний пристрій — стек, з метою збільшення числа портів (наприклад, можна об'єднати 4 комутатори з 24 портами й одержати логічний комутатор з 96 портами).